# Oxnard
Oxnard, stad i Ventura County, Kalifornien. Där bodde det 170 358 invånare år 2000 på en yta av 94.8 km². 